# Vindegga (Wohlthatmassiv)
Die Vindegga (norwegisch für Windrücken) ist ein markanter Gebirgskamm im ostantarktischen Königin-Maud-Land. Im Alexander-von-Humboldt-Gebirge des Wohlthatmassivs ragt er südlich des Gletschers Vindegghallet und 1,5 km südlich des Abolin Rock auf.
Entdeckt und fotografiert wurde er bei der Deutschen Antarktischen Expedition (1938–1939) unter der Leitung des Polarforschers Alfred Ritscher. Norwegische Kartographen, die ihn auch benannten, kartierten ihn anhand von Vermessungen und Luftaufnahmen der Dritten Norwegischen Antarktisexpedition (1956–1960).